# Nelson Goerner
Nelson Goerner (1969, San Pedro, Provincia de Buenos Aires) es un pianista argentino de repertorio clásico.

## Biografía
Alumno de Jorge Garrubba, Juan Carlos Arabían y Carmen Scalcione (discípulos del legendario Vicente Scaramuzza), ofreció su primer recital a los 11 años. En 1986, debutó en el Teatro Colón junto con la Orquesta Filarmónica de Buenos Aires luego de ganar el Franz Liszt, donde interpretó el Concierto para piano Nro. 1 de Franz Liszt. Se trasladó a Europa con una beca conjunta del Consejo de Arte y Cuencia de la Fundación CIMAE y del Mozarteum Argentino; y en 1990, tras sus estudios con Maria Tipo, obtuvo el primer premio en el Concurso Internacional de Ejecución Musical de Ginebra. Esto le posibilitó numerosos debuts europeos como Schleswig-Holstein, Verbier, París, Múnich, Frankfurt, Stuttgart, Lucerna, Londres y Milán. 
Ha brindado recitales en toda Europa, siendo invitado por prestigiosos festivales como Verbier, Salszburgo, La Roque d'Anthéron, Piano aux Jacobins de Toulouse, Schleswig-Holstein y Chopin. Actúa con frecuencia junto con orquestas como la Filarmónica de Londres, la Philarmonia, la Filarmónica de la BBC, las Nacionales de Escocia y de Gales, la Hallé de Mánchester, la Orquesta de la Suisse Romande, la Sinfónica de Varsovia y las Sinfónicas de Viena, Singapur y de la NHK de Tokio. Ha sido dirigido por maestros como Armis Jordan, Neeme Järvi, Vassily Sinaiski, Fabio Luisi y Rafael Frühbeck de Burgos, entre otros. En música de cámara ha colaborado con el Cuarteto Takács, los violoncellistas Gary Hoffman, Mischa Maisky, Natalia Gutman, Steven Isserlis y Gautier Capuçon, y los violinistas Janine Jansen y Renaud Capuçon. Asimismo, interpreta con frecuencia el repertorio para dos pianos y para cuatro manos con su esposa, Rusudan Alavidze, y con Martha Argerich. 
Su discografía incluye obras de Chopin, Liszt, Schumann, Busoni, Gregson, y Jon Lord. Dentro del proyecto de la grabación de la obra completa de Chopin con instrumentos históricos que publica el Instituto Frédéric Chopin de Varsovia ha grabado dos álbumes: el primero incluye las cuatro Balados y tres Nocturnos; y el segundo, obras para piano y orquesta. Ambas grabaciones recibieron el Diapason d'Or, lo mismo que el registro de su recital en el Wigmore Hall de Londres. 
Recibió el Premio Konex Diploma al Mérito en 1999, y el de Platino en 2009 y 2019.
En 2015 y 2021 participó como miembro del jurado en la XVII edición del Concurso Internacional de Piano Federico Chopin.

## Vida privada
Está casado con la pianista georgiana Rusudan Alavidze y reside en Suiza.

## Discografía
- Busoni - Indian Fantasy Op 44 / BBC Philharmonic Orchestra / Neeme Järvi / Chandos CHAN 10302
- Chopin- Piano Concerto No 1 / Fantasy on Polish Airs Op 13 / Warsaw Philharmonic Orchestra / Kazimierz Kord / Accord ACD 090-2
- Chopin - Sonata No 3 / Polonaise Fantasy Op 61 / Nocturne Op 48 No 1 / Scherzo No 4 Op 43 / Barcarolle Op 60 / Ballade No 4 Op 52 / EMI 5 69701
- Liszt 12 Transcendental Studies / Cascavelle VEL 3029
- Brahms Concierto n° 2 /NHK Symphony Orchestra / Tadaaki Otaka